# Gran Premio motociclistico del Portogallo 2007
Il Gran Premio motociclistico del Portogallo 2007 corso il 16 settembre, è stato il quattordicesimo Gran Premio della stagione 2007 e ha visto vincere: la Yamaha di Valentino Rossi nella classe MotoGP, Álvaro Bautista nella classe 250 e Héctor Faubel nella classe 125.

## MotoGP

### Qualifiche
| Pos | Pilota                     | Tempo    |
| --- | -------------------------- | -------- |
| 1.  | Nicky Hayden (Honda)       | 1:36.301 |
| 2.  | Casey Stoner (Ducati)      | 1:36.341 |
| 3.  | Valentino Rossi (Yamaha)   | 1:36.576 |
| 4.  | Makoto Tamada (Yamaha)     | 1:36.736 |
| 5.  | Daniel Pedrosa (Honda)     | 1:36.839 |
| 6.  | Colin Edwards (Yamaha)     | 1:36.904 |
| 7.  | Marco Melandri (Honda)     | 1:37.157 |
| 8.  | Sylvain Guintoli (Yamaha)  | 1:37.189 |
| 9.  | Toni Elías (Honda)         | 1:37.246 |
| 10. | John Hopkins (Suzuki)      | 1:37.280 |
| 11. | Carlos Checa (Honda)       | 1:37.296 |
| 12. | Chris Vermeulen (Suzuki)   | 1:37.365 |
| 13. | Shin'ya Nakano (Honda)     | 1:37.530 |
| 14. | Alex Barros (Ducati)       | 1:37.550 |
| 15. | Loris Capirossi (Ducati)   | 1:37.733 |
| 16. | Anthony West (Kawasaki)    | 1:37.885 |
| 17. | Alex Hofmann (Ducati)      | 1:37.959 |
| 18. | Randy de Puniet (Kawasaki) | 1:38.271 |
| 19. | Kurtis Roberts (KR212V)    | 1:39.017 |

### Gara

#### Arrivati al traguardo
| Pos | Nº | Pilota           | Squadra              | Motocicletta | Giri | Tempo     | Griglia | Punti |
| --- | -- | ---------------- | -------------------- | ------------ | ---- | --------- | ------- | ----- |
| 1   | 46 | Valentino Rossi  | Fiat Yamaha          | Yamaha       | 28   | 45:49.911 | 3       | 25    |
| 2   | 26 | Daniel Pedrosa   | Repsol Honda         | Honda        | 28   | +0.175    | 5       | 20    |
| 3   | 27 | Casey Stoner     | Ducati Marlboro      | Ducati       | 28   | +1.477    | 2       | 16    |
| 4   | 1  | Nicky Hayden     | Repsol Honda         | Honda        | 28   | +12.951   | 1       | 13    |
| 5   | 33 | Marco Melandri   | Honda Gresini        | Honda        | 28   | +17.343   | 7       | 11    |
| 6   | 21 | John Hopkins     | Rizla Suzuki         | Suzuki       | 28   | +18.857   | 10      | 10    |
| 7   | 7  | Carlos Checa     | Honda LCR            | Honda        | 28   | +31.524   | 11      | 9     |
| 8   | 24 | Toni Elías       | Honda Gresini        | Honda        | 28   | +40.535   | 9       | 8     |
| 9   | 65 | Loris Capirossi  | Ducati Marlboro      | Ducati       | 28   | +43.107   | 15      | 7     |
| 10  | 5  | Colin Edwards    | Fiat Yamaha          | Yamaha       | 28   | +44.674   | 6       | 6     |
| 11  | 56 | Shin'ya Nakano   | Konica Minolta Honda | Honda        | 28   | +45.403   | 13      | 5     |
| 12  | 13 | Anthony West     | Kawasaki Racing      | Kawasaki     | 28   | +54.562   | 16      | 4     |
| 13  | 71 | Chris Vermeulen  | Rizla Suzuki         | Suzuki       | 28   | +1:00.002 | 12      | 3     |
| 14  | 50 | Sylvain Guintoli | Dunlop Yamaha Tech 3 | Yamaha       | 27   | +1 giro   | 8       | 2     |

#### Ritirati
| Nº | Pilota          | Squadra              | Motocicletta | Giri | Griglia |
| -- | --------------- | -------------------- | ------------ | ---- | ------- |
| 6  | Makoto Tamada   | Dunlop Yamaha Tech 3 | Yamaha       | 23   | 4       |
| 4  | Alex Barros     | Pramac d'Antin       | Ducati       | 22   | 14      |
| 14 | Randy de Puniet | Kawasaki Racing      | Kawasaki     | 19   | 18      |
| 66 | Alex Hofmann    | Pramac d'Antin       | Ducati       | 11   | 17      |
| 80 | Kurtis Roberts  | Team Roberts         | KR212V       | 2    | 19      |

### Classifiche

#### Classifica Piloti
| Pos. | Pilota           | Punti |
| ---- | ---------------- | ----- |
| 1.   | Casey Stoner     | 287   |
| 2.   | Valentino Rossi  | 211   |
| 3.   | Daniel Pedrosa   | 188   |
| 4.   | John Hopkins     | 148   |
| 5.   | Chris Vermeulen  | 145   |
| 6.   | Marco Melandri   | 137   |
| 7.   | Colin Edwards    | 106   |
| 8.   | Loris Capirossi  | 105   |
| 9.   | Nicky Hayden     | 105   |
| 10.  | Alex Barros      | 83    |
| 11.  | Toni Elías       | 71    |
| 12.  | Alex Hofmann     | 65    |
| 13.  | Randy de Puniet  | 60    |
| 14.  | Carlos Checa     | 54    |
| 15.  | Anthony West     | 45    |
| 16.  | Shin'ya Nakano   | 42    |
| 17.  | Makoto Tamada    | 33    |
| 18.  | Sylvain Guintoli | 30    |
| 19.  | Kurtis Roberts   | 10    |
| 20.  | Roger Lee Hayden | 6     |
| 21.  | Michel Fabrizio  | 6     |
| 22.  | Fonsi Nieto      | 5     |
| 23.  | Olivier Jacque   | 4     |
| 24.  | Kenny Roberts Jr | 4     |

#### Classifica Costruttori
| Pos. | Costruttore | Punti |
| ---- | ----------- | ----- |
| 1.   | Ducati      | 299   |
| 2.   | Honda       | 239   |
| 3.   | Yamaha      | 238   |
| 4.   | Suzuki      | 201   |
| 5.   | Kawasaki    | 94    |
| 6.   | KR212V      | 14    |

#### Classifica Squadre
| Pos. | Squadra              | Punti |
| ---- | -------------------- | ----- |
| 1.   | Ducati Marlboro      | 392   |
| 2.   | Fiat Yamaha          | 317   |
| 3.   | Rizla Suzuki         | 297   |
| 4.   | Repsol Honda         | 293   |
| 5.   | Honda Gresini        | 214   |
| 6.   | Pramac d'Antin       | 148   |
| 7.   | Kawasaki Racing      | 112   |
| 8.   | Dunlop Yamaha Tech 3 | 63    |
| 9.   | Honda LCR            | 54    |
| 10.  | Konica Minolta Honda | 42    |
| 11.  | Team Roberts         | 14    |

## Classe 250

### Arrivati al traguardo
| Pos | Nº | Pilota           | Squadra                     | Motocicletta | Giri | Tempo     | Griglia | Punti |
| --- | -- | ---------------- | --------------------------- | ------------ | ---- | --------- | ------- | ----- |
| 1   | 19 | Álvaro Bautista  | Master - Mapfre Aspar       | Aprilia      | 26   | 43:56.458 | 6       | 25    |
| 2   | 34 | Andrea Dovizioso | Kopron Team Scot            | Honda        | 26   | +4.367    | 1       | 20    |
| 3   | 1  | Jorge Lorenzo    | Fortuna Aprilia             | Aprilia      | 26   | +6.148    | 2       | 16    |
| 4   | 12 | Thomas Lüthi     | Emmi - Caffe Latte Aprilia  | Aprilia      | 26   | +12.685   | 10      | 13    |
| 5   | 80 | Héctor Barberá   | Toth Aprilia                | Aprilia      | 26   | +13.411   | 3       | 11    |
| 6   | 3  | Alex De Angelis  | Master - Mapfre Aspar       | Aprilia      | 26   | +13.440   | 8       | 10    |
| 7   | 58 | Marco Simoncelli | Metis Gilera                | Gilera       | 26   | +30.322   | 11      | 9     |
| 8   | 60 | Julián Simón     | Repsol Honda                | Honda        | 26   | +30.634   | 7       | 8     |
| 9   | 32 | Fabrizio Lai     | Campetella Racing           | Aprilia      | 26   | +1:12.253 | 15      | 7     |
| 10  | 17 | Karel Abraham    | Cardion AB Motoracing       | Aprilia      | 26   | +1:12.319 | 19      | 6     |
| 11  | 28 | Dirk Heidolf     | Kiefer - Bos - Sotin Racing | Aprilia      | 26   | +1:14.060 | 16      | 5     |
| 12  | 41 | Aleix Espargaró  | Blusens Aprilia Germany     | Aprilia      | 26   | +1:14.159 | 14      | 4     |
| 13  | 16 | Jules Cluzel     | Angaia Racing               | Aprilia      | 26   | +1:14.575 | 22      | 3     |
| 14  | 50 | Eugene Laverty   | Honda LCR                   | Honda        | 26   | +1:30.978 | 17      | 2     |
| 15  | 10 | Imre Tóth        | Toth Aprilia                | Aprilia      | 25   | +1 giro   | 20      | 1     |
| 16  | 31 | Álvaro Molina    | Andalucia - GFC - MAS       | Aprilia      | 25   | +1 giro   | 24      |       |
| 17  | 89 | Ho Wan Chow      | Zongshen Team of China      | Aprilia      | 24   | +2 giri   | 25      |       |

### Ritirati
| Nº | Pilota              | Squadra                     | Motocicletta | Giri | Griglia |
| -- | ------------------- | --------------------------- | ------------ | ---- | ------- |
| 7  | Efrén Vázquez       | Blusens Aprilia             | Aprilia      | 23   | 21      |
| 8  | Ratthapark Wilairot | Thai Honda PTT-SAG          | Honda        | 23   | 18      |
| 4  | Hiroshi Aoyama      | Red Bull KTM                | KTM          | 22   | 5       |
| 45 | Dan Linfoot         | Repsol Honda                | Aprilia      | 18   | 23      |
| 73 | Shūhei Aoyama       | Team Sicilia                | Honda        | 18   | 12      |
| 25 | Alex Baldolini      | Kiefer - Bos - Sotin Racing | Aprilia      | 7    | 26      |
| 36 | Mika Kallio         | Red Bull KTM                | KTM          | 4    | 4       |
| 55 | Yūki Takahashi      | Kopron Team Scot            | Honda        | 2    | 9       |
| 15 | Roberto Locatelli   | Metis Gilera                | Gilera       | 1    | 13      |

### Non qualificati
| Nº | Pilota            | Squadra                | Motocicletta |
| -- | ----------------- | ---------------------- | ------------ |
| 84 | Luke Lawrence     | Team McDonald's        | Aprilia      |
| 53 | Santiago Barragán | Stop And Go Racing     | Honda        |
| 88 | Zhu Wang          | Zongshen Team Of China | Aprilia      |

## Classe 125

### Arrivati al traguardo
| Pos | Nº | Pilota             | Squadra                   | Motocicletta | Giri | Tempo     | Griglia | Punti |
| --- | -- | ------------------ | ------------------------- | ------------ | ---- | --------- | ------- | ----- |
| 1   | 55 | Héctor Faubel      | Bancaja Aspar             | Aprilia      | 23   | 40:46.337 | 8       | 25    |
| 2   | 14 | Gábor Talmácsi     | Bancaja Aspar             | Aprilia      | 23   | +0.132    | 4       | 20    |
| 3   | 44 | Pol Espargaró      | Belson Campetella Aprilia | Aprilia      | 23   | +0.235    | 7       | 16    |
| 4   | 24 | Simone Corsi       | Skilled Racing            | Aprilia      | 23   | +1.001    | 3       | 13    |
| 5   | 6  | Joan Olivé         | Polaris World             | Aprilia      | 23   | +1.188    | 10      | 11    |
| 6   | 17 | Stefan Bradl       | Blusens Aprilia           | Aprilia      | 23   | +7.579    | 9       | 10    |
| 7   | 71 | Tomoyoshi Koyama   | Red Bull KTM              | KTM          | 23   | +8.297    | 11      | 9     |
| 8   | 75 | Mattia Pasini      | Polaris World             | Aprilia      | 23   | +8.957    | 1       | 8     |
| 9   | 35 | Raffaele De Rosa   | Multimedia Racing         | Aprilia      | 23   | +8.984    | 18      | 7     |
| 10  | 34 | Randy Krummenacher | Red Bull KTM              | KTM          | 23   | +14.052   | 12      | 6     |
| 11  | 12 | Esteve Rabat       | Repsol Honda              | Honda        | 23   | +14.123   | 17      | 5     |
| 12  | 38 | Bradley Smith      | Repsol Honda              | Honda        | 23   | +18.145   | 15      | 4     |
| 13  | 52 | Lukáš Pešek        | Valsir Seedorf Derbi      | Derbi        | 23   | +21.118   | 2       | 3     |
| 14  | 7  | Alexis Masbou      | FFM Honda GP 125          | Honda        | 23   | +31.521   | 20      | 2     |
| 15  | 27 | Stefano Bianco     | WTR No Alcol              | Aprilia      | 23   | +31.612   | 23      | 1     |
| 16  | 63 | Mike Di Meglio     | Kopron Team Scot          | Honda        | 23   | +31.648   | 14      |       |
| 17  | 8  | Lorenzo Zanetti    | Team Sicilia              | Aprilia      | 23   | +31.945   | 22      |       |
| 18  | 29 | Andrea Iannone     | WTR No Alcol              | Aprilia      | 23   | +31.986   | 16      |       |
| 19  | 15 | Federico Sandi     | Skilled Racing            | Aprilia      | 23   | +44.317   | 28      |       |
| 20  | 99 | Danny Webb         | De Graaf Grand Prix       | Honda        | 23   | +1:01.566 | 29      |       |
| 21  | 53 | Simone Grotzkyj    | Multimedia Racing         | Aprilia      | 23   | +1:03.909 | 33      |       |
| 22  | 20 | Roberto Tamburini  | Team Sicilia              | Aprilia      | 23   | +1:04.002 | 25      |       |
| 23  | 95 | Robert Mureșan     | Ajo Motorsport            | Derbi        | 23   | +1:06.216 | 27      |       |
| 24  | 62 | Louis Rossi        | FFM Honda GP 125          | Honda        | 23   | +1:09.350 | 34      |       |

### Ritirati
| Nº | Pilota             | Squadra                    | Motocicletta | Giri | Griglia |
| -- | ------------------ | -------------------------- | ------------ | ---- | ------- |
| 13 | Dino Lombardi      | Kopron Team Scot           | Honda        | 18   | 30      |
| 30 | Pere Tutusaus      | FMCV - Team Machado        | Aprilia      | 15   | 31      |
| 33 | Sergio Gadea       | Bancaja Aspar              | Aprilia      | 12   | 6       |
| 11 | Sandro Cortese     | Emmi - Caffe Latte Aprilia | Aprilia      | 9    | 5       |
| 60 | Michael Ranseder   | Ajo Motorsport             | Derbi        | 9    | 19      |
| 51 | Stevie Bonsey      | Red Bull KTM               | KTM          | 8    | 32      |
| 18 | Nicolás Terol      | Valsir Seedorf Derbi       | Derbi        | 7    | 13      |
| 22 | Pablo Nieto        | Blusens Aprilia            | Aprilia      | 5    | 21      |
| 77 | Dominique Aegerter | Multimedia Racing          | Aprilia      | 4    | 24      |

### Non partiti
| Nº | Pilota        | Squadra             | Motocicletta | Griglia |
| -- | ------------- | ------------------- | ------------ | ------- |
| 37 | Joey Litjens  | De Graaf Grand Prix | Honda        | 26      |
| 86 | Ricard Cardús | RACC Aprilia        | Aprilia      | 35      |

### Non qualificato
| Nº | Pilota     | Squadra    | Motocicletta |
| -- | ---------- | ---------- | ------------ |
| 61 | Ivo Relvas | SGM Racing | Aprilia      |